# Agathirsia davidi
Agathirsia davidi är en stekelart som beskrevs av Pucci och Michael J. Sharkey 2004. Agathirsia davidi ingår i släktet Agathirsia och familjen bracksteklar. Inga underarter finns listade i Catalogue of Life.